# Cayo Belicio Calpurnio Torcuato
Cayo o Gayo Belicio Calpurnio Torcuato  fue un senador romano del siglo II que desarrolló su cursus honorum bajo los imperios de Adriano y Antonino Pío.

## Orígenes y familia
Calpurnio Torcuato fue miembro de la Gens Belicia, una familia originaria de Vienna (Galia Narbonense), e hijo de Cayo Belicio Flaco Torcuato Tebaniano, cónsul en 124, y hermano menor de Cayo Belicio Torcuato, cónsul en 143.

## Carrera
Fue cónsul ordinario en el año 148 como colega del famoso jurista Salvio Juliano. Además, fue nombrado patrón de Vienna, la patria de su familia.